# Charles Le Beauclerc
Charles Le Beauclerc (Parigi, 1560 – Parigi, 12 ottobre 1630) è stato un politico e nobile francese.

## Biografia
Charles Le Beauclerc era figlio di Jean Le Beauclerc (m. 1572), che fu tesoriere delle guerre straordinarie del 4 marzo 1559, e di sua moglie, Anne de Plancy. Sposò per contratto, il 25 febbraio 1586, Gabrielle Robin (m. 1636), dalla quale ebbe due figli, Michel e Antoinette.
Charles fu nominato controllore generale delle finanze di Ercole Francesco, duca d'Angiò (26 marzo 1584), capitano del castello di Yainville (6 ottobre 1586) e divenne successivamente consigliere della corona di Francia (1586 - 1619), primo cancelliere del Segretario di Stato Ruzé de Beaulieu (1588-1594), tesoriere di Francia a Rouen (31 ottobre 1591), Consigliere di Stato (22 marzo 1609), segretario finanziario (6 luglio 1610), segretario del gabinetto del re (dal 3 maggio 1611). Dal 12 marzo 1622 e sino al 1624, fu segretario della regina Anna d'Austria per la quale organizzò egregiamente le finanze, e dal 24 gennaio 1623 al febbraio del 1624 fu anche intendente delle finanze in luogo di Pierre Baudouyn de Soupir, con la responsabilità delle generalità di Poitiers e di Bordeaux.
Ricoprì la carica di Segretario di Stato per la Guerra dal 5 febbraio 1624 al 12 ottobre 1630 sotto il regno di Luigi XIII, dopo la destituzione di Pierre Brulart, marchese de Sillery. Prese parte, come Segretario di Stato, all'assedio di La Rochelle del 1626-1627 e gestì le finanze dell'esercito in campo.
Dopo lo scioglimento della segreteria di stato per gli affari esteri, divenne responsabile delle ambasciate di Svezia, Danimarca e Scozia, sostenendo tra l'altro re Cristiano IV di Danimarca contro l'espansionismo dell'Austria nel Sacro Romano Impero. Nonostante il sostegno della Francia,  il sovrano danese venne sconfitto in quella contesa e fu costretto a sottoscrivere il trattato di Lubecca il 22 maggio 1629.
Nel 1621 Charles Le Beauclerc acquistò le signorie di Rougemont e Achères da Charles Hotman, venendone riconosciuto signore dal re.